# Brad Lackey
Brad Lackey   (Berkeley, 8 de juliol de 1953), conegut al món de la competició com a Bad Brad, és un expilot de motocròs estatunidenc, Campió del món de 500cc el 1982 amb Suzuki, essent el primer estatunidenc a aconseguir el títol. El 1999 va ser incorporat a l'AMA Motorcycle Hall of Fame i el 2013, al Motorsports Hall of Fame of America. A banda, el 2008 va rebre el premi Edison Dye a la trajectòria.

## Resum biogràfic
El 1970, a 17 anys, Lackey aconseguí suport per part d'un distribuïdor local de ČZ i el 1971 ja fou subcampió dels EUA de 500 cc (en haver estat el segon millor nord-americà a la Trans-AMA d'aquell any, concretament el quinzè de la general). Aquell mateix any CZ l'envià a un camp d'entrenament a Txecoslovàquia i debutà al Campionat del Món tot corrent alguns Grans Premis de 250cc, mentre esperava per començar els entrenaments. El 1972 acceptà l'oferta de Kawasaki i disputà el Campionat AMA de 500cc patrocinat per la marca japonesa, guanyant-lo de forma aclaparadora. Tanmateix, allò que realment volia Lackey era guanyar el Campionat del Món de 500cc (la categoria més prestigiosa aleshores) i el 1973 va començar a fer passes vers aquesta fita tot debutant en aquell campionat. Des d'aleshores, la seva progressió fou constant i, a partir de 1974, va aconseguir acabar la temporada entre els deu primers classificats anualment fins al moment de la seva retirada.
Al llarg de la seva carrera Lackey va córrer per a diversos equips oficials, entre els quals Kawasaki, Husqvarna, Honda i Suzuki, aconseguint el Subcampionat Mundial els anys 1978 i 1980. Sovint va tenir mala sort en forma d'avaries mecàniques als moments més inoportuns, de tal manera que la premsa europea el va arribar a anomenar "Bad Luckey" (equivalent a "malastruc", jugant amb el seu cognom i el mot lucky, "afortunat").
Semblava que mai no aconseguiria el seu propòsit, fins que el 1982, després de deu anys de lluita, assolí el seu primer i únic Campionat del Món de 500cc a bord d'una Suzuki. Després del seu triomf, Suzuki va reduir la despesa en competició i Lackey restà sense patrocinador, decidint doncs abandonar la competició mentre era dalt de tot, com a Campió del Món.
Actualment, Lackey segueix vinculat a l'esport del motocròs, tot participant en curses de motocròs amb motocicletes d'època (anomenades vintage).

## Palmarès al Campionat del Món

### Resultats per any
| Any  | Motocicleta | 500cc |
| ---- | ----------- | ----- |
| 1973 | Kawasaki    | 13è   |
| 1974 | Husqvarna   | 10è   |
| 1975 | Husqvarna   | 6è    |
| 1976 | Husqvarna   | 5è    |
| 1977 | Honda       | 4t    |
| 1978 | Honda       | 2n    |
| 1979 | Kawasaki    | 4t    |
| 1980 | Kawasaki    | 2n    |
| 1981 | Suzuki      | 6è    |
| 1982 | Suzuki      | 1r    |
| 1983 | Yamaha      | 19è   |

### Resultats en Grans Premis
- Barem de puntuació de 1970 a 1983:

| Posició | 1  | 2  | 3  | 4 | 5 | 6 | 7 | 8 | 9 | 10 |
| Punts   | 15 | 12 | 10 | 8 | 6 | 5 | 4 | 3 | 2 | 1  |

| Resultats que computen |
| Fins al 1972: 1/2 + 1 dels GP (cal acabar-hi les 2 mànegues); 1973-76: 1/2 + 1 de les mànegues; Des de 1977: Totes les mànegues |

| 1971   | 500cc | ČZ        | ITA - | ITA - | AUT -  | AUT - | SWE - | SWE - | FIN - | FIN - | CZE 21 | CZE 15 | USR -  | USR - | GDR - | GDR - | UK -  | UK -  | GER - | GER - | BEL - | BEL - | LUX - | LUX - | NED - | NED -  | -   | 0   |
| 1973   | 500cc | Kawasaki  | FRA - | FRA 8 | AUT -  | AUT - | FIN 9 | FIN - | ITA 8 | ITA 8 | CZE -  | CZE 7  | USA 10 | USA 6 | GER - | GER - | BEL - | BEL - | LUX 6 | LUX - | NED - | NED - |       |       |       |        | 13è | 26  |
| 1974   | 500cc | Husqvarna | AUT - | AUT - | FRA 10 | FRA 9 | ITA - | ITA 3 | DEN - | DEN 4 | CZE -  | CZE 8  | GER 8  | GER 7 | UK 7  | UK 7  | USA 5 | USA - | NED - | NED 5 | BEL - | BEL 7 | LUX 8 | LUX 9 |       |        | 10è | 57  |
| 1975   | 500cc | Husqvarna | CH 5  | CH 4  | ITA -  | ITA - | FIN 4 | FIN 6 | USR 4 | USR 7 | FRA 7  | FRA 5  | USA 2  | USA - | CAN 5 | CAN - | UK 9  | UK -  | GER 7 | GER - | NED 5 | NED - | BEL - | BEL 4 | LUX - | LUX 1  | 6è  | 96  |
| 1976   | 500cc | Husqvarna | CH -  | CH -  | FRA -  | FRA - | ITA 4 | ITA 5 | AUT - | AUT - | SWE -  | SWE -  | FIN 1  | FIN - | GER 4 | GER 8 | USA 7 | USA 3 | CAN 3 | CAN 2 | UK 6  | UK -  | BEL 3 | BEL 4 | LUX - | LUX -  | 5è  | 99  |
| 1977   | 500cc | Honda     | AUT - | AUT 7 | NED 2  | NED 4 | SWE 1 | SWE - | FIN 3 | FIN 2 | GER 4  | GER 7  | ITA -  | ITA - | USA 7 | USA 4 | CAN 3 | CAN 2 | UK 4  | UK 1  | BEL 3 | BEL 3 | LUX 4 | LUX 5 | CH 7  | CH -   | 4t  | 168 |
| 1978   | 500cc | Honda     | CH 5  | CH 3  | AUT 1  | AUT 2 | FRA 1 | FRA 2 | DEN 2 | DEN 3 | FIN 2  | FIN 2  | SWE -  | SWE 2 | USA - | USA 2 | ITA 1 | ITA 4 | UK 2  | UK 1  | BEL 2 | BEL 2 | LUX - | LUX - | NED - | NED -  | 2n  | 214 |
| 1979   | 500cc | Kawasaki  | AUT 5 | AUT 1 | FRA 3  | FRA 1 | SWE 1 | SWE - | ITA 4 | ITA - | USA -  | USA 1  | CAN 4  | CAN 2 | GER - | GER 9 | UK 1  | UK 4  | CH -  | CH 4  | NED - | NED 8 | BEL 9 | BEL 7 | LUX 1 | LUX 2  | 4t  | 173 |
| 1980   | 500cc | Kawasaki  | CH 2  | CH 2  | AUT 1  | AUT 1 | FRA 5 | FRA 2 | SWE 1 | SWE 3 | FIN 3  | FIN 3  | ITA 5  | ITA 6 | NED - | NED 2 | USA 6 | USA - | CAN 1 | CAN 4 | GER 2 | GER 2 | BEL 3 | BEL 2 | LUX 5 | LUX 10 | 2n  | 221 |
| 1981   | 500cc | Suzuki    | AUT - | AUT - | CH 3   | CH -  | FIN 6 | FIN - | SWE 7 | SWE - | ITA -  | ITA 5  | FRA 2  | FRA 2 | USA 6 | USA 3 | NED 6 | NED - | CZE 6 | CZE 9 | BEL - | BEL 4 | LUX - | LUX - |       |        | 6è  | 99  |
| 1982   | 500cc | Suzuki    | FRA 2 | FRA 6 | NED 7  | NED 2 | SWE 3 | SWE 3 | FIN 8 | FIN 6 | AUT 3  | AUT 1  | ITA 5  | ITA 2 | GER 3 | GER 2 | USA 3 | USA 3 | CAN 1 | CAN - | UK 3  | UK 1  | BEL 2 | BEL 4 | LUX 2 | LUX 3  | 1r  | 228 |
| 1983   | 500cc | Yamaha    | CH -  | CH -  | AUT -  | AUT - | GER - | GER - | SWE - | SWE - | FIN -  | FIN -  | ITA -  | ITA - | USA 5 | USA 6 | FRA - | FRA - | UK -  | UK -  | BEL - | BEL - | SM -  | SM -  | NED - | NED -  | 19è | 11  |
| Fonts: |       |           |       |       |        |       |       |       |       |       |        |        |        |       |       |       |       |       |       |       |       |       |       |       |       |        |     |     |